# Siuntio
Siuntio (finn. [ˈsiuntiɔ]) oder Sjundeå (schwed. [ˈʃʉndɛəoː]) ist eine Gemeinde im Süden Finnlands. Sie liegt in der Landschaft Uusimaa 50 km westlich der Hauptstadt Helsinki. Siuntio grenzt im Osten an Kirkkonummi, im Westen an Ingå und im Norden an Lohja und Vihti. Im Süden hat Siuntio einen kurzen Küstenabschnitt am Finnischen Meerbusen.
Die größten Siedlungszentren von Siuntio sind das Ortszentrum und die Gegend um den Bahnhof. 37 % der Einwohner von Siuntio sind Finnlandschweden. Die Gemeinde ist offiziell zweisprachig mit Finnisch als Mehrheits- und Schwedisch als Minderheitssprache. Siuntio hat ein Bevölkerungswachstum von 1,5 bis 2 % und profitiert von der Nähe zur Hauptstadt Helsinki. Durch den Zuzug aus anderen Teilen stieg die Einwohnerzahl zwischen 1970 und 2006 von 3259 auf 5522. Gleichzeitig verringerte sich der Anteil der schwedischsprachigen Einwohner, die bis Ende der 1970er Jahre noch die Mehrheit stellten. Während 1970 noch über ein Viertel der Einwohner in der Land- und Forstwirtschaft arbeitete, waren es 2004 nur noch 4 %. Heute arbeiten über 70 % der Bevölkerung im Dienstleistungssektor, viele pendeln nach Helsinki.
Seinen Namen erhielt Siuntio nach dem Fluss Siuntionjoki (schwed. Sjundeå å). Wörtlich bedeutet sjunde å „siebter Fluss“. Einer Theorie erhielt der Fluss diesen Namen, weil er der siebte Fluss östlich des Aurajoki ist. Der Siuntiojoki fließt im Norden und Osten des Gemeindegebiets durch naturbelassene Gegenden. Der Süden und Westen sind dagegen eher landwirtschaftlich geprägt. Vor der Küste Siuntios liegen einige kleinere Schären.

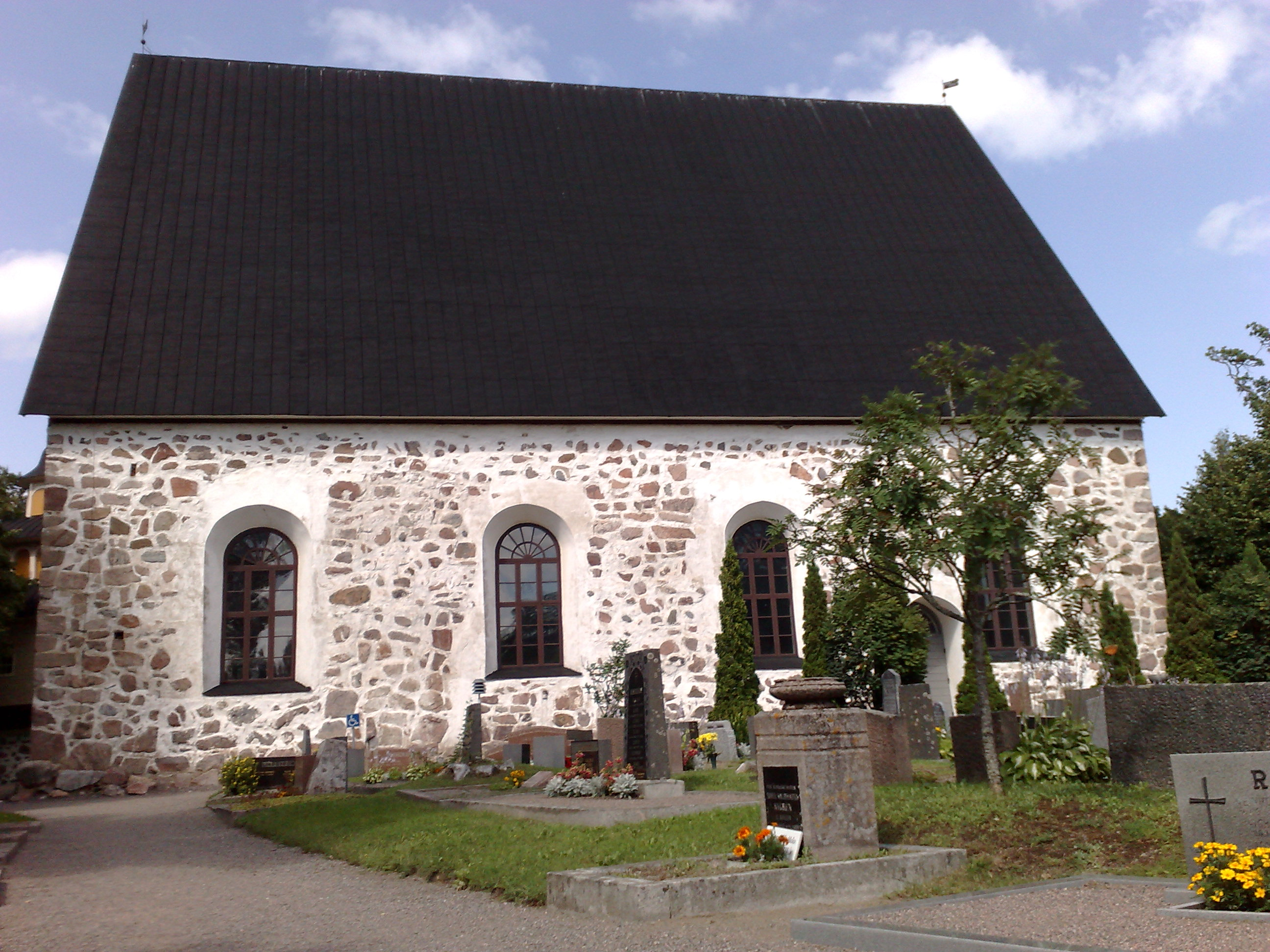
Die Kirche von Siuntio

Die erste urkundliche Erwähnung von Siuntio stammt aus dem Jahr 1382. Die Feldsteinkirche des Ortes entstand in der zweiten Hälfte des 15. Jahrhunderts. Der Schutzheilige der Kirche ist der heilige Petrus. Die Gutshöfe Suitia und Sjundby wurden 1540 und ca. 1560 erbaut. Sie gehörten später mehreren Adelsfamilien. Der Schriftsteller Aleksis Kivi weilte von 1864 bis 1871 in Siuntio und schrieb hier seinen Roman Die sieben Brüder. Nach dem Zweiten Weltkrieg musste Finnland 1944 die Halbinsel Porkkala für 50 Jahre an die Sowjetunion verpachten. Zu dem Gebiet gehörte auch ein Viertel der Gemeindefläche von Siuntio. Die Sowjetunion gab Porkkala aber schon 1956 an Finnland zurück.

## Wappen
Beschreibung des Wappens: Im blauen Wappen liegt ein silberner Schlüssel  zwischen zwei silbernen Wellenbalken nach rechts und der Bart mit einem Kreuzausbruch zeigt nach unten. Die Schlüsselreide ist ein Vierpass. In dem Wappen der Gemeinde ist der Schlüssel, das Symbol für Petri.

## Söhne und Töchter
- Karl-August Fagerholm (1901–1984), sozialdemokratischer Politiker und Ministerpräsident
- Mikael Boström (* 1970), Orientierungsläufer
- Pernilla Karlsson (* 1990), Sängerin
- Kai Meriluoto (* 2003), Fußballspieler